# Crnogorska stranka
Crnogorska stranka (crnogorska ćiril. Црногорска странка) djeluje od 1922. iako je službeno osnovana u Podgorici 1925. kao političko krilo oružanoga ustanka Crnogoraca protivu prisajedinjenja Kraljevine Crne Gore Srbiji (Kraljevini SHS). Poznata je i pod nazivom Crnogorska federalistička partija a njeni pripadnici i simpatizeri kao crnogorski federalisti, no službeni joj je naziv bio - Crnogorska stranka.

## Ciljevi utemeljenja stranke
Crnogorska stranka, premda temeljena u višestoljetnoj crnogorskoj državnoj nezavisnosti, nije makar u svom javnom djelovanju dovodila u pitanje opstojnost Kraljevine Jugoslavije, no snažno se zalagala da Crna Gora tj. Crnogorci dobiju u njoj ravnopravni status sa Srbima, Hrvatima i Slovencima.
Na utemeljiteljskom kongresu održanom 4. listopada 1925. u Podgorici donijet je program u kojem se definiraju razlozi osnivanja stranke (cit. u originalu):

## Opći kontekst
Crnogorska stranka u periodu do Drugog svjetskog rata jedina je crnogorska politička partija koja je bila autohtona, odnosno, nije djelovala kao podružnica neke od stranaka čije su centrale bila van Crne Gore, dominantno iz Srbije.
Druge značajnije političke stranke u Crnoj Gori su bile: Narodna radikalna stranka (1930-ih Jugoslavenska radikalna zajednica), zatim Jugoslavenska demokratska stranka, Savez zemljoradnika, kao i ilegalna KPJ.  
Kao ilustrativan podatak koliko je Crna Gora, derogirana Podgoričkom skupštinom 1918. mogla utjecati na politički život tadašnje države, bjelodano svjedoči i da je u ukupno 39 jugoslovenskih vlada u periodu između dva svjetska rata u njima bilo 819 ministarskih mandata, a svega su petorica bili ministri iz Crne Gore u trajanju koje je ukupno bilo manje od trajanja prosječnoga ministarskog mandata.
Crnogorska stranka nalazila se pod sustavnom presijom vojno-policijskih vlasti; njeni su dužnosnici i članovi bili često puta uhićeni, isljeđivani i teško su mogli biti zaposleni u državnoj administraciji.
Očit dokaz djelovanja u takvom ozračju jeste i podatak da Crnogorska stranka nikada nije dobila dozvolu vlasti da organizira kakav javni skup.
Prvi i jedini put je to pokušala, skupa s KPJ, na Belvederu kod Cetinja srpnja 1935. godine i tada je jugoslavenska vojska tijekom mirnog prosvjeda ubila 6, ranila 30, a zatočila 100 prosvjednika.
Sredinom 1930-ih Crnogorska stranka nastoji s KPJ oformit Crnogorski narodni front. U tom razdoblju KPJ, svojim afirmativnim stajalištima o crnogorskoj naciji i državi, privukla je veliki broj običnih članova i simpatizera Crnogorske stranke u svoje redove.

## Organi stranke
Prvi kongres Crnogorske stranke je održan 4. listopada 1925. i na njemu su usvojeni Program i Statut.
Za predsjednika je izabran Mirko Mijušković (1875. – 1948.), bivši crnogorski ministar, za tajnika odvjetnik Dušan Vučinić a ustrojen je i Glavni odbor u sastavu:
Vujo Bulatović, Dušan Vučinić, Jovan Memedović, Jovan N. Plamenac, Joko T. Vukčević, Marko Đukanović, Marko Šoć, Milo Dragojević, Milo K. Martinović, Milutin Tatar, Mirko Mijušković, Hasan Mećikućić, Mihailo Ivanović, Niko Debelja, pop Petar Kapa, Petar Lompar, Radovan Dedović, Radomir Vešović, Risto Radović, Savo Vuletić, Sekula Drljević, Filip Stanić.
Drugi organi Crnogorske stranke su bili Vrhovno vijeće, sreski i općinski odbori, te studentski odbori na sveučilištima u Beogradu i Zagrebu. 
Glasilo stranke je bio list Crnogorac.

## Temeljni ciljevi
Prema navodima dr. Šerba Rastodera u studiji "Političke borbe u Crnoj Gori 1918-1929" programska su se načela Crnogorske stranke u bitnome sastojala od osporavanja tekovina Podgoričke skupštine, te, na drugoj strani, gospodarskog protežiranja crnogorskog seljaštva.
Politički su ciljevi Crnogorske stranke bili:
- Ravnopravnost Crne Gore;
- Borba protiv ideologije Velike Srbije, unitarizma i centralizma;
- Federalizam kao oblik državnoga sustava u kojem bi Crna Gora bila federalna jedinica s posebnom zakonodavnom i izvršnom vlašću;
- Federalna država bi imala zajednički parlament sastavljen od podjednakog broja zastupnika svih federalnih jedinica i bio bi bez mogućnosti majoriziranja;
- Neovisno sudstvo, besplatno školovanje, načelo zakonske ravnopravnosti svih vjeroispovjedi i potpuna slobodu savjesti i javnoga djelovanja bez cenzure.

Gospodarski program Crnogorske stranke u bitnom se sastojao:
- Podjela zemlje seljaštvu koje ga obrađuje;
- Seljačke zadruge;
- Isušenje Skadarskoga jezera i pretvaranje u žitonosna polja;
- Izgradnja Jadranske željeznice.

## Izbori

### 1923.
Crnogorska se stranka prvi put pojavila na izborima 1923. premda još formalno nije bila održala utemeljivački kongres (održan u listopadu 1925. godine). U Crnoj Gori, osvojila je 1923. Crnogorska federalistička stranka 24,31% od ukupno upisanih glasatelja, a u parlament Kraljevine SHS su iz njezinih redova izabrani dva predstavnika: Mihailo Ivanović i Risto Popović (zamijenio ga Milo Dragojević).

### 1925.
Na izborima 1925. Crnogorska stranka je ojačala i osvojila 25,75% i tri mandata. Za parlament su izabrani zastupnici Mihailo Ivanović, Savo Vuletić i dr. Sekula Drljević. Popela se s treće najjače partije u Crnoj Gori na drugu, smijenivši demokrate, s radikalima jedinim jačim od njih. 

### 1927.
Crnogorska stranka je 1927. pristupila Federalističkom bloku a za zastupnike je izabran dr. Sekula Drljević. Zapažen je osjetan pad na 14,88% i pad natrag na treću partiju, u korist demokrata. 

### 1938.
Crnogorska stranka je bila zabranjena Šestsiječanjskom diktaturom 1929. godine i do prosinca 1938. nije sudjelovala na izborima. Tada se priključila listi Udružena opozicija (nositelj dr. Vlatko Maček) i dobiva dva mandata: dr. Sekula Drljević je izabran u cetinjskom a Mihailo Adžić u šavničkome srezu.

## Epilog
Crnogorska stranka se 1941. temeljno podijelila oko pitanja formiranja neovisne Crne Gore koja je proglašena na Soboru 12. srpnja 1941. godine. Dio stranke, okupljene oko dr.Drljevića i Ivanovića, bio je nositelj toga neuspješnoga pokušaja obnavljanja nasilo ukinute crnogorske neovisnosti 1918. godine.
Drugi dio Crnogorske stranke, (predvotitelji Krsto Popović i dr. Novica Radović) bio je protivan ideji restauriranja crnogorske države kao marioinetske talijanske tvorevine kojoj je, uz to, amputiran dio njene povijesne teritorije. 
Naime, teritorija neovisne Crne Gore proglašene 12. srpnja 1941. nije bila jasno definirana, ali su talijanski dužnosnici prenijeli stav službenog Rima kako su za račun NDH odnosno Italije predviđeni Boka kotorska te Pljevlja a za račun Velike Albanije Ulcinj, Plav, Gusinje, Rožaje.
Većini dužnosnika Crnogorske stranke je koncem Drugog svjetskog rata suđeno od strane novih (partizanskih) vlasti zbog suradnje s talijansko-njemačkim okupacijskim vlastima. Neki od njih su strijeljani a neki osuđeni na robije i/ili gubitak građanskih prava.
Neki su članovi Crnogorske stranke (Mihailo Vicković i Savo Čelebić, general JNA), od početka ustanka 1941. u partizanima i kasnije su bili dužnosnici u novoj jugoslavenskoj državi.

## Zanimjivost
Crnogorska stranka je, skupa s Hrvatskom seljačkom strankom objavila 1. kolovoza 1928. (nakon ubojstva Stjepana Radića ) proglas, gdje u njegovom drugom članku poručuju:
"Hrvatska i Crna Gora stupanjem u državnu zajednicu nisu se odrekle svojih historijskih, državnih, odnosno narodnih i političkih individualnosti u korist ma koje ujedinjene zemlje".

## Vanjske poveznice
- O proglašenju neovisne Crne Gore 12. srpnja 1941.